# Beeston (Nottinghamshire)
Beeston – miasto w Wielkiej Brytanii, w Anglii, w regionie East Midlands, w hrabstwie Nottinghamshire. W 2001 r. miasto to zamieszkiwało 21 000 osób.
W tym mieście ma swą siedzibę klub rugby - Nottingham R.F.C.